# Conservation Biology
Conservation Biology est une revue scientifique bimensuelle à comité de lecture de la Society for Conservation Biology, publiée par Wiley-Blackwell et créée en mai 1987. Il couvre la science et la pratique de la conservation de la diversité biologique sur Terre. Le rédacteur en chef est Mark Burgman.

## Champ couvert
Les articles scientifiques de la revue couvrent une large variété de sujets, tels que l'écologie et la génétique des populations, le changement climatique, la conservation des eaux douces et marines, la gestion des écosystèmes, la science citoyenne et d'autres dimensions humaines de la conservation, mais tous les sujets se concentrent principalement sur la pertinence de la conservation plutôt que sur des écosystèmes, des espèces ou des situations spécifiques. L'abonnement à la revue n'est ouvert qu'aux membres de la Society for Conservation Biology.

## Facteur d'impact
Selon le Journal Citation Reports, la revue a un facteur d'impact 2019 de 5,405. Il se classe 3e sur 55 dans les revues qui se concentrent sur la biodiversité et la conservation, 12e sur 158 dans les revues à vocation écologique. La biologie de la conservation a également un indice h5 de 59, une demi-vie citée supérieure à 10 et un CiteScore de 5,97.